# Lois Lowry
Lois Ann Lowry (geboren als Hammersberg; Honolulu, 20 maart 1937) is een Amerikaanse schrijfster van boeken voor kinderen en jongvolwassenen. Ze staat bekend om het schrijven over moeilijke onderwerpen voor een jong publiek, zoals dystopieën en complexe thema's.
Veel van haar boeken zijn bekritiseerd of zelfs verboden in sommige scholen en bibliotheken. The Giver, die in sommige scholen opgenomen is in het leerplan, is in andere scholen dan weer verboden.

## Biografie
Lowry werd geboren op 20 maart 1937 in Honolulu, Hawaï, als kind van Katherine Gordon Landis en Robert E. Hammersberg. Aanvankelijk noemden Lowry's ouders haar "Cena" naar haar Noorse grootmoeder, maar toen deze het nieuws hoorde, telegrafeerde ze Lowry's ouders en instrueerde ze dat het kind een Amerikaanse naam moest krijgen. Lowry was het middelste kind met een oudere zus, Helen, en een jongere broer, Jon.
Lowry's vader was een tandarts bij het leger waardoor het gezin regelmatig over de hele Verenigde Staten en naar andere delen van de wereld verhuisde. Lowry en haar familie verhuisden in 1939 van Hawaii naar Brooklyn (New York), toen Lowry twee jaar oud was. Ze verhuisden in 1942 naar de geboorteplaats van haar moeder in Carlisle (Pennsylvania) toen Lowry's vader tijdens de Tweede Wereldoorlog in de Stille Oceaan werd ingezet. Lowry begon met lezen toen ze drie jaar oud was, waardoor ze de eerste klas kon overslaan toen ze op zesjarige leeftijd naar school ging in Carlisle.
Na de Tweede Wereldoorlog verhuisde Lowry met haar familie naar Tokio, Japan, waar haar vader van 1948 tot 1950 gestationeerd was. Lowry ging daar naar de zevende en achtste klas van The American School. Ze keerde terug naar de Verenigde Staten om naar de middelbare school te gaan. Lowry en haar familie woonden in 1950 weer in Carlisle, waar ze naar de middelbare school ging voordat ze naar Governors Island (New York) verhuisde, waar Lowry naar de Curtis High School op Staten Island ging. Ze voltooide de middelbare school van 1952 tot 1954 aan het Packer Collegiate Institute in Brooklyn Heights (New York). Daarna ging ze naar Pembroke College. Daar ontmoette ze haar toekomstige echtgenoot Donald Gray Lowry.
Na haar huwelijk met Donald Gray Lowry, een officier van de Amerikaanse marine, in 1956 verliet Lowry de universiteit. Het echtpaar verhuisde verschillende keren, van San Diego (Californië) naar New London (Connecticut), naar Key West, naar Charleston, naar Cambridge en naar Portland (Maine). Ze kregen twee dochters, Alix en Kristin, en twee zonen, Donald Gray en Benjamin. Terwijl ze haar kinderen opvoedde, voltooide Lowry in 1972 haar studies in Engelse literatuur aan de University of Southern Maine in Portland, Maine. Nadat ze haar BA had behaald, ging ze verder aan de universiteit om graduaatstudies te volgen.
In 1977 publiceerde Lowry, op 40-jarige leeftijd, haar eerste boek A Summer to Die. In datzelfde jaar scheidden zij en Donald Lowry. Niet lang daarna ontmoette ze Martin Small en had meer dan dertig jaar een relatie met hem, tot aan zijn dood in 2011. Vanaf 2021 heeft ze een relatie met Howard Corwin, een gepensioneerde arts.
Lowry's zoon Grey, een majoor bij de United States Air Force en vlieginstructeur, kwam in 1995 om het leven bij de crash van zijn gevechtsvliegtuig. Lowry erkende dat het de moeilijkste dag van haar leven was. Anno 2021 was Lowry nog steeds een actieve schrijver en spreker.

## Carrière
Lowry begon haar carrière als freelance journalist. In de jaren 1970 stuurde ze een kort verhaal naar het tijdschrift Redbook, dat bedoeld was voor een volwassen publiek, maar was geschreven vanuit het perspectief van een kind. Een redacteur die bij de Houghton Mifflin werkte, stelde toen aan Lowry voor om een kinderboek te schrijven. Lowry schreef daarop haar eerste boek A Summer to Die dat werd gepubliceerd door Houghton Mifflin in 1977. Het boek behandelt het thema van terminale ziekte, gebaseerd op Lowry's eigen ervaringen met haar zus Helen.
Lowry bleef schrijven over moeilijke onderwerpen in haar volgende publicatie Autumn Street (1979), met thema's als het omgaan met racisme, verdriet en angst op jonge leeftijd. De roman wordt verteld vanuit het perspectief van een jong meisje dat tijdens de Tweede Wereldoorlog bij haar grootvader moet gaan wonen, wat ook gebaseerd is op haar eigen ervaringen. Van alle boeken die ze heeft gepubliceerd, wordt Autumn Street beschouwd als haar meest autobiografische. In hetzelfde jaar dat Autumn Street uitkwam, publiceerde Lowry ook haar roman Anastasia Krupnik, het eerste deel van de Anastasia-serie, die serieuze thema's brengt met een humoristische insteek. Deze serie liep door tot 1995.
Lowry publiceerde Number the Stars in 1989, een boek dat meerdere onderscheidingen ontving, waaronder de Newbery-medaille uit 1990. Lowry ontving in 1994 nogmaals een Newbery-medaille, deze maal voor The Giver (1993). Na The Giver publiceerde ze nog drie romans die zich in hetzelfde universum afspelen: Gathering Blue (2000), Messenger (2004) en Son (2012). Gezamenlijk worden ze The Giver Quartet genoemd. The New York Times beschreef het kwartet als "minder een speculatieve fictie dan een soort gids om kinderen (en hun ouders, als ze goed luisteren) te leren hoe ze een goed mens kunnen zijn."
Begin 2020 bracht ze een gedichtenbundel uit, genaamd On the Horizon, waarin ze over haar jeugdherinneringen aan het leven in Hawaï en Tokio schrijft en de levens die verloren gingen tijdens de aanval op Pearl Harbor en het bombardement op Hiroshima. Tijdens de coronapandemie in 2020 vroeg de Amerikaanse uitgeverij Scholastic Corporation aan Lowry om een nieuwe inleiding te schrijven voor Like the Willow Tree, een verhaal van een jong meisje dat in Portland, Maine woonde en wees werd tijdens de Spaanse griepepidemie van 1918. Het boek werd voor het eerst gepubliceerd in 2011, voordat het in september 2020 opnieuw werd uitgegeven door de Scholastic Corporation.

## Ontvangst en kritieken
Lowry vertelde in haar werken over verschillende complexe kwesties, waaronder racisme, terminale ziekte, moord, de Holocaust en het in twijfel trekken van de autoriteiten, naast andere uitdagende onderwerpen. Daarmee oogstte ze zowel lof als kritiek. De Chicago Tribune zei dat een thema dat door al haar werk loopt "het belang van menselijke connecties" is.
In 2000 waren acht van haar boeken verboden in scholen en bibliotheken in de Verenigde Staten. In het bijzonder ontving The Giver (de eerste roman in The Giver Quartet) een uiteenlopende reacties van scholen in Amerika na de release in 1993. Terwijl sommige scholen het als onderdeel van het verplichte leerplan accepteerden, verboden anderen het boek in hun klaslokaal. Volgens de New York Times in 2012 stond The Giver sinds de publicatie altijd bovenaan de lijst van verboden en verbannen boeken van de America Library Association. In een recensie van Son uit 2012 zei de New York Times dat de publicatie van The Giver uit 1993 "zowel de gevoeligheden van volwassenen als kinderen had geschokt". In 2020 beschreef Time Magazine The Giver als "een belangrijk onderdeel van zowel curricula van de middelbare scholen als van verboden boeken-lijsten."

## Prijzen
Lowry won verscheidene prijzen waaronder twee maal de Newbery Award, voor Number the Stars in 1990 en The Giver in 1994. Haar boek Gooney Bird Greene won in 2002 de Rhode Island Children's Book Award.

### Jeugdliteratuur
The Giver Quartet
- The Giver (1993) (Nederlands: Gever)
- Gathering Blue (2000)
- Messenger (2004)
- Son (2012)

Anastasia-serie
- Anastasia Krupnik (1979)
- Anastasia Again! (1981)
- Anastasia at Your Service (1982)
- Anastasia, Ask Your Analyst (1984)
- Anastasia on Her Own (1985)
- Anastasia Has the Answers (1986)
- Anastasia's Chosen Career (1987)
- Anastasia at This Address (1991)
- Anastasia Absolutely (1995)

Sam Krupnik-serie
- All about Sam (1988)
- Attaboy, Sam! (1992)
- See You Around, Sam! (1996)
- Zooman Sam (1999)

Just the Tates!-serie
- The One Hundredth Thing About Caroline (1983)
- Switcharound (1985)
- Your Move, J.P.! (1990)

Gooney Bird-serie
- Gooney Bird Greene (2002)
- Gooney Bird and the Room Mother (2006)
- Gooney the Fabulous (2007)
- Gooney Bird Is So Absurd (2009)
- Gooney Bird on the Map (2011)
- Gooney Bird and All Her Charms (2014)

### Memoires
- Looking Back (1998; uitgebreide editie 2016)

### Romans
- A Summer to Die (1977)
- Find a Stranger, Say Goodbye (1978)
- Autumn Street (1980)
- Taking Care of Terrific (1983)
- Us and Uncle Fraud (1984)
- Rabble Starkey (1987)
- Number the Stars (1989)
- The Big Book for Peace (1990) (geïllustreerd door Trina Schart Hyman)
- Stay! Keeper's Story (1997)
- The Silent Boy (2003)
- Gossamer (2006)
- The Willoughbys (2008)
- Crow Call (2009)
- The Birthday Ball (2010)
- Bless This Mouse (2011)
- Like the Willow Tree (2011)
- The Willoughbys Return (2020)

### Andere
- Here in Kennebunkport (1978)
- Governors Island Teenager (2020)
- On the Horizon (2020)

## Adaptaties
- The Giver, sciencefictionfilm uit 2014, gebaseerd op het gelijknamig boek.
- The Willoughbys, animatiefilm uit 2020, gebaseerd op het gelijknamig boek.